# Islamisk ordlista
Följande ordlista består av begrepp och koncept som kommer både från muslimsk och arabisk tradition, som uttrycks i ord på det arabiska språket. Det huvudsakliga syftet med denna lista är att göra det lättare att hitta och lägga till särskilda begrepp, och att ge vägledning till unika islamiska koncept på ett och samma ställe.

## Islamisk ordlista (arabiskatillsvenska)
- abd - betyder "tjänare" eller "slav".
- Ahl al-Bayt - betyder "Husets Folk". Inom islamisk tradition hänvisar frasen till profeten Muhammeds familj.
- Allah - Gud.
- Allahu akbar - betyder ungefär "Gud är större".
- As-salamu alaykum - hälsningsfras som används av muslimer och som betyder ungefär "Fred vare med er".
- a`ūdhu billāhi min ash-shaitāni r-rajīm (أعوذ بالله من الشيطان الرجيم), en vers som läses av muslimer innan de börjar läsa ur Koranen vid salat (bön).
- ayah - en vers i Koranen.
- ayatolla - religiös och politisk ledare inom shiaislam.
- bismillah - "I Guds namn"; del av islams konsekrationsformel. Inleder alla kapitel i Koranen utom kapitel nio.
- dawah - mission
- dhimmi - en jude eller kristen som lever i en muslimsk stat och åtnjuter statens beskydd, bokstavligen "skyddad person".
- hadith - Profetens uttalanden.
- halal - benämningen på vad som är tillåtet inom islam.
- ibadat - betyder gudstjänst eller andaktsutövning.
- injil - det arabiska ordet för Bibeln (Nya Testamentet)
- insha'Allah - "om Gud vill".
- islam - betyder "underkastelse" och "lydnad".
- hajj - den muslimska vallfärden, en av islams fem pelare.
- jihad - andlig strid eller heligt krig. Betyder "ansträngning [på Guds väg]".
- koranen - recitationen, uppläsningen (islams heliga skrift, sändes till profeten Muhammed från Allah genom ärkeängeln Gabriel.
- minaret - torn för böneutrop.
- mulla - religiös lärare av lägre rang.
- muslim - en bekännare av islam med betydelsen en som underkastar sig Gud.
- rahim - nåderik, ingår i ett av Guds 99 namn.
- sallā Allahu ʿalayhi wa sallam - "Guds frid och välsignelser vare med honom"; en välsignande fras.
- sawm - fastan under månaden Ramadan.
- sharia - islams religiösa lag, yttre levnadsregler för de troende.
- sunna - Profetens föredöme, efterföljelse.
- sura - ett kapitel i Koranen.
- taqqiyya - doktrin i shiaislam, där anhängare tillåts dölja sin tro när de känner att de är under hot, förföljelse eller tvång.